# Tarō Misaki
Pour les articles homonymes, voir Ben Becker et Becker.
Tarō Misaki (岬　太郎, Misaki Tarō) est un personnage du manga japonais Captain Tsubasa (キャプテン翼), rebaptisé Ben Becker dans la version française de la série d'animation Olive et Tom. Dans la série, il est surnommé « L'artiste des terrains ».

## Biographie fictive
Il est un des meilleurs joueurs de la série. Tout comme Tsubasa, il est passionné par le football depuis sa plus tendre enfance. Depuis le divorce de ses parents, il accompagne son père dans tous ses voyages, puisque celui-ci exerce le métier d'artiste-peintre. Trop timide pour se faire des amis qui aiment le football comme lui, son père lui offre un ballon afin qu'il acquiert de la confiance, et grâce au cadeau de son paternel, il se fait des amis partout dans le pays. Il a également joué dans de nombreuses équipes, comme le Furano FC (Flynet) d'Hikaru Matsuyama et le Meiwa FC (Muppett) de Kojirō Hyūga, Takeshi Sawada et Ken Wakashimazu.
Au début de la série, son père et lui déménagent à Fujisawa et il s'inscrit à l'école de Nankatsu SC (Newpie). Durant le 26e tournoi annuel des écoles entre le Shutetsu FC (San Francis) et Nankatsu SC, il prend la place de Ryō Ishizaki, blessé à la cheville durant le match. Avec Tsubasa, il forme un Golden duo (également appelé la « Paire en or ») et grâce à leurs combinaisons, les deux garçons permettent à Nankatsu de faire match nul face à Shutetsu (2-2) et les deux équipes remportent le tournoi ex æquo. Avec Ryô et Tsubasa, il est sélectionné dans la nouvelle équipe benjamine du Nankatsu SC, où Genzō Wakabayashi, Mamoru Izawa, Hajime Taki, Teppei Kisugi, Shingo Takasugi, Takeshi Kishida, Hanji Urabe et Yuzo Morisaki y sont également retenus. Avec ses nouveaux équipiers, il remporte le championnat régional, puis leur annonce quitter le club après le championnat national. 
L'équipe connait sa première défaite face au Meiwa FC (6-7), enchaîne les victoires en battant également l'Hanawa FC des frères Kazuo Tachibana et Masao Tachibana (3-2), avant d'être à deux doigts de perdre en demi-finale face au Musashi FC de Jun Misugi (5-4). Malheureusement, pendant la finale revanche face au Meiwa FC, il se blesse la jambe à la suite d'un tacle violent de son ex-partenaire Takeshi Sawada, mais sauve son équipe d'un but égalisateur de Ken Wakashimazu au prix d'un coup à la tête sur le poteau de but, ce qui permet ainsi au Nankatsu SC de prendre sa revanche sur Meiwa et remporter le titre national (4-2). Après le championnat, il part vivre en France avec son père.
Pendant 3 ans, il ne joue dans aucun club français, mais pour la Coupe du monde junior à Paris, il est convoqué par Munemasa Katagiri dans la sélection japonaise, où il va reformer son duo avec Tsubasa, permettant au Japon de battre l'Italie (2-1), l'Argentine (4-3), la France (4-4, 4-3 aux tirs au but), ainsi que l'Allemagne en finale (3-2). Après le tournoi, son père et lui retournent au Japon à Fujisawa et il réintègre Nankatsu. Il est ensuite appelé à la sélection pour le match amical face aux Pays-Bas (1-1). En 2002, il remporte la Coupe du monde, avec le Japon, face au Brésil de Roberto Hongô (3-2). Il apparaît ensuite sur la photo de mariage de Tsubasa et Sanae.
Dans une série plus récente (2008) on apprend qu'il a commencé sa carrière professionelle au Paris-Saint-Germain

## Caractéristiques

### Clubs, équipes nationales et numéros
- Nankatsu : no 11
- Nankatsu SC : no 11
- Júbilo Iwata : no 38
- Paris-Saint-Germain[3]

En équipe nationale
- Japon cadets : no 11
- Japon juniors : no 11
- Japon olympique : no 11

### Titres
En club
- Vainqueur du championnat national Benjamin

En équipe nationale
- Vainqueur du tournoi international cadet en France
- Vainqueur du Championnat d'Asie des Nations junior
- Vainqueur de la Coupe du monde junior

### Tirs
- Boomerang Shoot
- S.S.S. (Speed Slide Shoot)

### Techniques utilisées
- Golden Combi (avec Tsubasa Ozora)
- Golden Push (avec Tsubasa Ozora)
- Golden Trio (avec Tsubasa Ozora et Shingo Aoi)
- Senkô Raiju Shoot (avec Tsubasa Ozora et Kojirō Hyūga)
- Twin Overhead Shoot (avec Tsubasa Ozora)
- Twin Shoot (avec Tsubasa Ozora)

## Médias
Tarō Misaki devient le personnage principal de l'application vidéoludique Captain Tsubasa: Rise of New Champions Taro Misaki Mission sortie en 2022,.